# C18H19N3O4
化学式C18H19N3O4（摩尔质量：341.36 g/mol）可能指：
- L-655,708，CAS号：130477-52-0
- 硝沙西平，CAS号：16398-39-3

|  | 这个同类索引页列出了具有相同分子式的化学物（即同分異構體）条目。 除非您是有意链接至本页，否则应将相应条目的内部链接指向正确的条目。 |